# Böcklersiedlung-Bugenhagen
Böcklersiedlung-Bugenhagen ist ein Stadtteil von Neumünster in Schleswig-Holstein. Er wurde ab dem 5. März 1950 im Rahmen des ERP-Programms „10.000 Flüchtlingswohnungen“ als größtes Einzelprojekt des Sonderprogramms erbaut; den Grundstein legte Hans Böckler. 2007 lebten in der Böcklersiedlung 6626 Menschen.

## Geografie
Böcklersiedlung-Bugenhagen liegt im Westen von Neumünster. Der Stadtteil grenzt im Norden an den Stadtteil Gartenstadt, im Osten an die Stadtmitte und im Süden an Faldera. Er grenzt außerdem auch an den Stadtwald.

## Geschichte
Die Planung der Böcklersiedlung fand vor dem Hintergrund der großflächigen Zerstörungen Neumünsters im Zweiten Weltkrieg und der Aufnahme zahlreicher Vertriebener statt. Der Stadtteil entstand mit der Grundsteinlegung ab dem 5. März 1950 auf 70 Hektar Grund, der ursprünglich zum Flugplatz gehörte. Die Grundsteinlegung der Böcklersiedlung auf der Großbaustelle in Neumünster, als erstes Projekt des Sonderprogramms, gilt gleichzeitig als baulicher Beginn der systematischen Sozialen Wohnraumförderung in der Bundesrepublik Deutschland nach dem Zweiten Weltkrieg. Das Land wurde von der Bundesvermögensverwaltung und der Stadt bereitgestellt. Es entstanden zunächst 800 Wohnungen. Als zentraler Ort der Siedlung und Einzelhandelszentrum wurde der Kantplatz errichtet. Hinzu kamen auch Banken, Geschäfte, Kirche, Kindergarten und Schule. Bereits am 2. September 1950 konnte das Richtfest gefeiert werden.

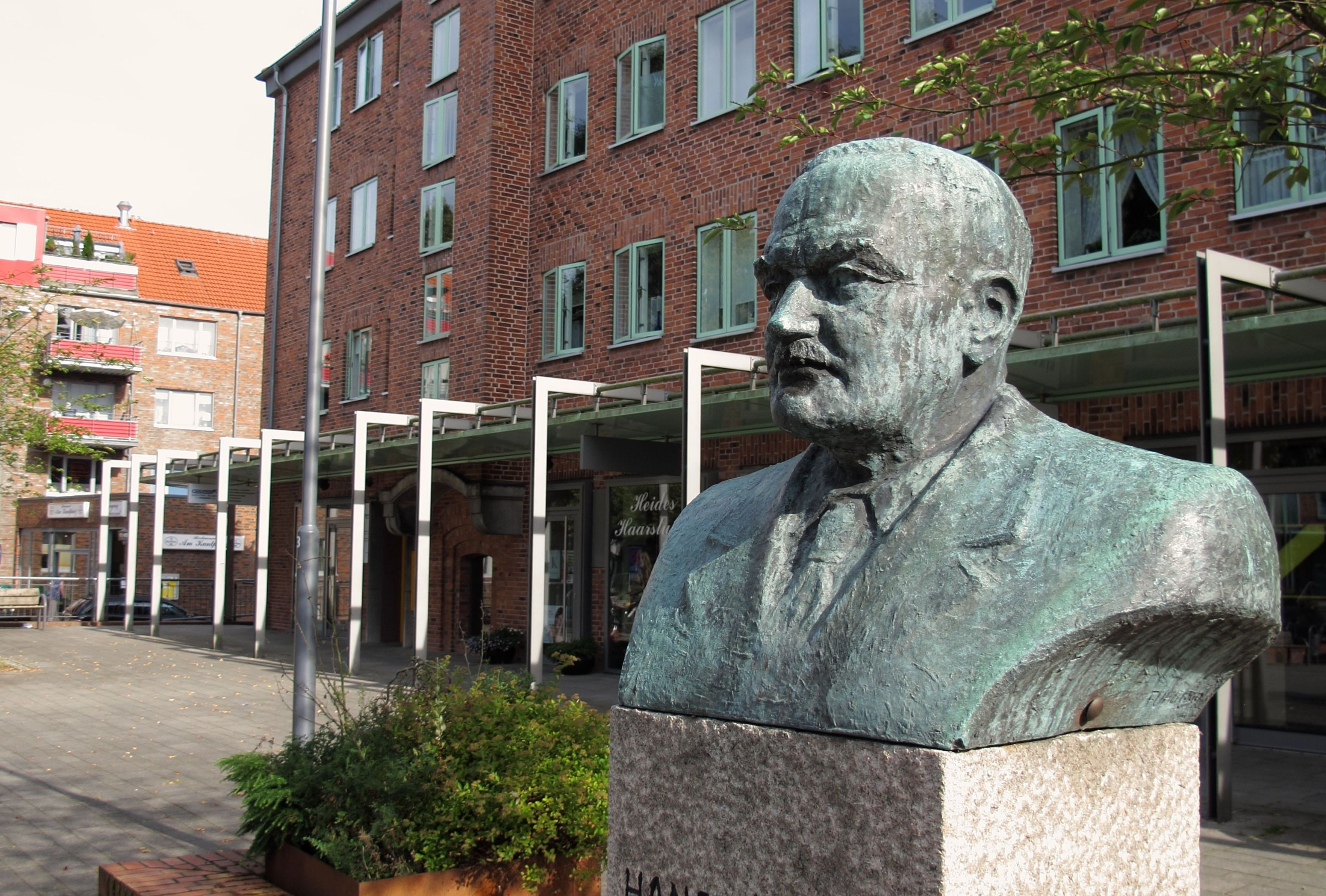
Hans-Böckler-Büste von Georg Fuhg am Kantplatz (1960)

Großes Verdienst an der Errichtung des Stadtteils hatte der Deutsche Gewerkschaftsbund, der sich um die Beantragung und Verteilung der Fördermittel bemühte und organisatorisch mitwirkte. Dessen damaliger Vorsitzender Hans Böckler wurde zum Namensgeber der Siedlung und legte auch den Grundstein. Auf dem Kantplatz wurde eine Büste von Hans Böckler errichtet.
Viele der neuen Bewohner der Böcklersiedlung siedelten aus den Nissenhütten am Ehndorfer Platz im Stadtteil Faldera über. Fast alle von ihnen kamen zuvor als Flüchtlinge aus den ehemaligen deutschen Ostgebieten oder aus der Sowjetischen Besatzungszone. Aus diesem Grund wurden auch zahlreiche Straßen in Anlehnung an diese Gebiete benannt.
1964 wurde die Siedlung auf 1800 Wohnungen erweitert. 50 Jahre nach der Gründung des neuen Stadtteils wurden die eher einfachen Wohnungen saniert. Durch Zusammenlegung kleinerer Wohnungen entstanden größere und sie wurden mit Balkonen ausgestattet.

## Bildung
Die Böcklersiedlung besitzt vier Schulen: Die Hans-Böckler-Schule (Grund- und Gemeinschaftsschule), die Walther-Lehmkuhl-Schule (Regionales Berufsbildungszentrum für Gewerbe und Technik), die Wilhelm-Tanck-Schule (Gemeinschaftsschule) und die Immanuel-Kant-Schule (Gymnasium).

## Sehenswürdigkeiten

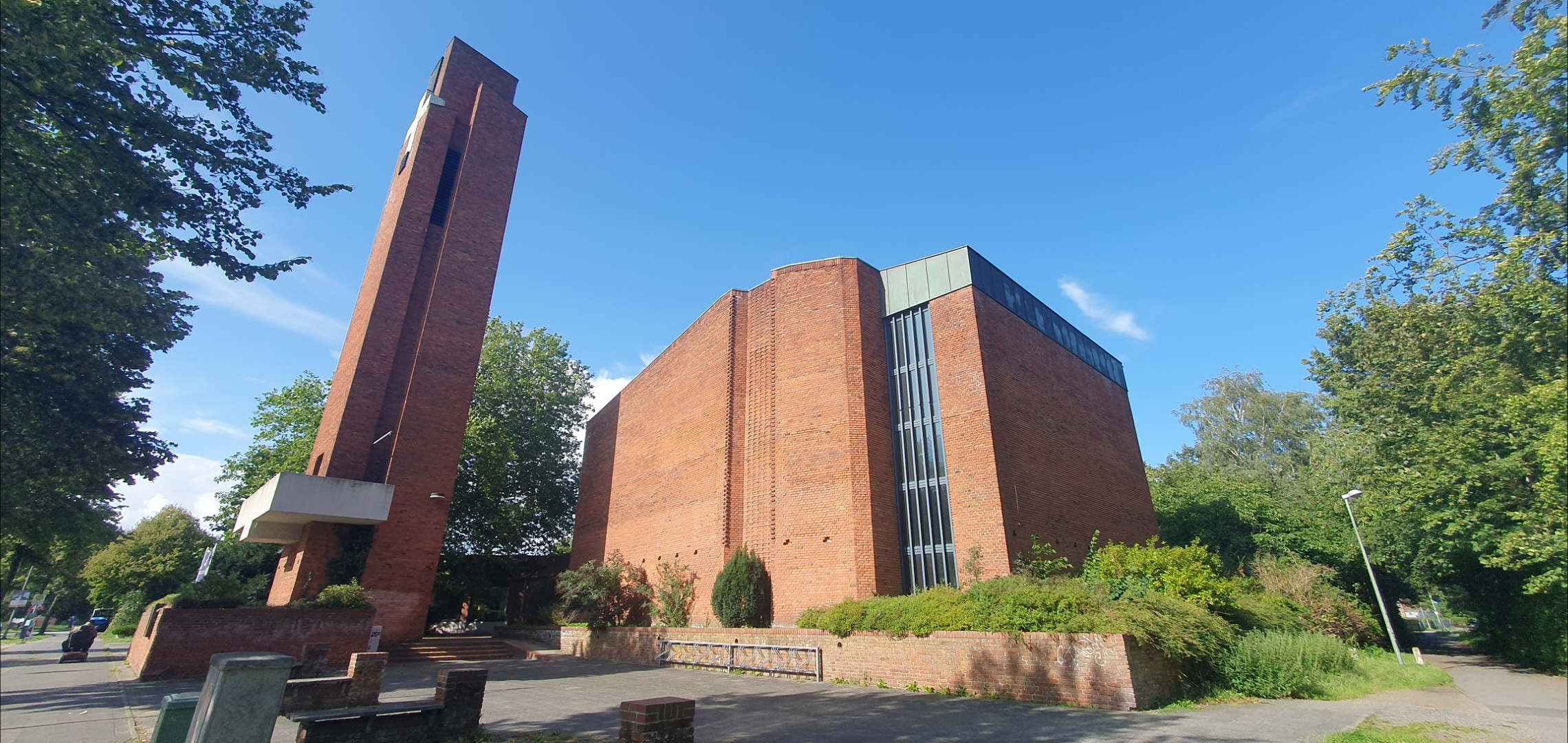
Bugenhagenkirche

Die evangelisch-lutherische Bugenhagenkirche wurde zwischen 1962 und 1963 gebaut und steht unter Denkmalschutz.